# Университет имени Константина Философа в Нитре
Университет Константина Философа в Нитре, Нитрянский университет имени Константина Философа (словац. Univerzita Konštantína Filozofa v Nitre, лат. Universitas Constantiana Philosophii) — публичное высшее учебное заведение университетского типа в городе Нитре. Университет развивает Кирилло-Мефодиевские традиции и носит имя Святого Кирилла (827—889), который сыграл значительную роль в том числе в истории Словакии.
Предшественником университета был педагогический институт, учреждённый в городе Нитре в 1959 году. В 1964 году институт был упразднён и вместо него создан педагогический факультет. В 1992 году произошло слияние Педагогического факультета и Нитрянской Высшей школы сельского хозяйства, основан Нитрянский университет, который в том же году был разделён на Высшую школу сельского хозяйства и Высшую школу педагогики. Нынешнее название университет получил в 1996 году, когда Нитрянская высшая школа педагогики, согласно закону № 324/1996 Свода законов, была переименована в Нитранский университет имени Константина Философа.
Деканом Университета в настоящее время является профессор Либор Возар. Количество студентов — около 11300, аспирантов — ок.3700, докторантов — более 400. Университет является членом Европейской ассоциации университетов.

## Факультеты
Нитрянский университет имени Константина Философа состоит из следующих факультетов:
- Факультет естественных наук
- Факультет общественных наук и здравоохранения
- Факультет Центрально-европейских исследований
- Философский факультет
- Педагогический факультет